# Quần đảo Oki
Quần đảo Oki (隠岐諸島 (Ẩn Kì chư đảo) Oki-shotō) là một quần đảo trong biển Nhật Bản, về hành chính là một phần của huyện Oki, tỉnh Shimane, Nhật Bản. Quần đảo có tổng diện tích 346,1 kilômét vuông (133,6 dặm vuông Anh). Chỉ bốn trong số mười sáu đảo có tên có người định cư. Hầu hết quần đảo nằm trong địa giới vườn quốc gia Daisen-Oki. Bởi giá trị địa chất và sinh thái, quần đảo Oki được UNESCO công nhận là Công viên Địa chất Toàn cầu vào tháng 9 năm 2014.

## Địa chất học

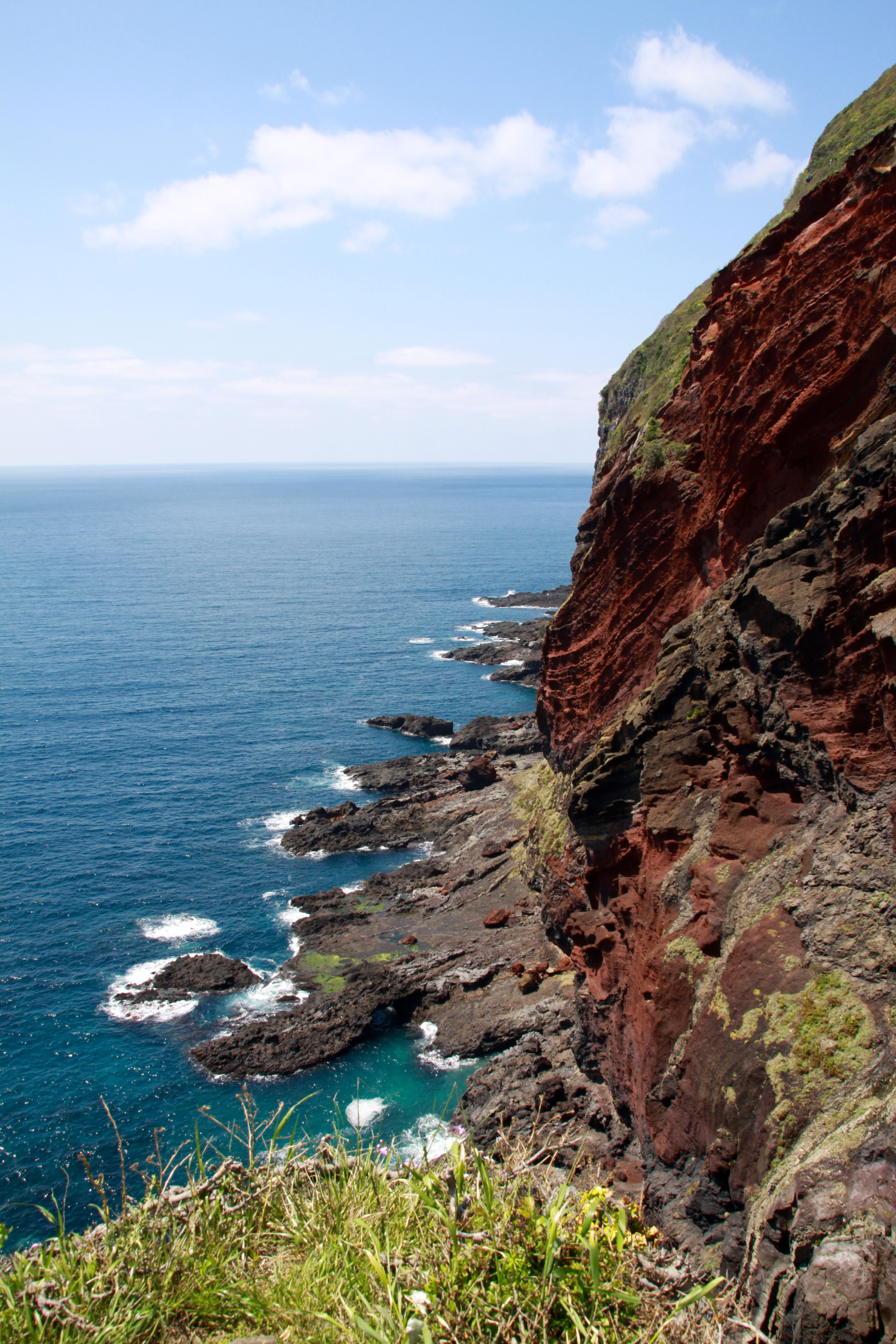
Vách đá núi lửa Sekiheki, Chiburijima.

Quần đảo Oki có nguồn gốc núi lửa, là phần đỉnh bị xói mòn của hai núi lửa dạng tầng khổng lồ, hình thành chừng 5 triệu năm trước, vào Đệ Tam. Những lớp đá cổ nhất Nhật Bản nằm trên quần đảo Oki.
Dōgo ở phía đông là đảo rộng nhất, cao nhất, với đỉnh núi Daimanji đạt 608 mét (1.995 ft) trên mực nước biển. Nhóm đảo Dōzen phía tây đều từng là một phần của một hõm chảo núi lửa cổ sụp đổ, để sót lại ba đảo lớn (Nishinoshima, Nakanoshima và Chiburijima) cùng nhiều đảo nhỏ và đảo đá xếp thành đai vây quanh một phá nước chính giữa.
Quần đảo cách điểm gần nhất của Honshu 80 kilômét (43 nmi).
Vì lý do hành chính, chính phủ Nhật coi đảo Liancourt (Dokdo hay Takeshima) đang tranh chấp là một phần của Okinoshima thuộc Dōgo.

## Đảo chính
| Tên          | Kanji    | Diện tích [km²] | Dân số | Điểm cao nhất [m] | Núi            | Tọa độ                                |
| ------------ | -------- | --------------- | ------ | ----------------- | -------------- | ------------------------------------- |
| Dōgo         | 島後島   | 241.58          | 14,849 | 608               | Mount Daimanji | 36°14′B 133°17′Đ / 36,233°B 133,283°Đ |
| Nakanoshima  | 中之島   | 32.21           | 2,400  | 164               |                | 36°5′B 133°06′Đ / 36,083°B 133,1°Đ    |
| Nishinoshima | 西ノ島   | 55.97           | 3,400  | 452               | Takuhiyama     | 36°6′B 133°00′Đ / 36,1°B 133°Đ        |
| Chiburijima  | 知夫里島 | 13.7            | 650    | 325               |                | 36°1′B 133°02′Đ / 36,017°B 133,033°Đ  |